# Rhodt unter Rietburg
Rhodt unter Rietburg – miejscowość i gmina w Niemczech, w kraju związkowym Nadrenia-Palatynat, w powiecie Südliche Weinstraße, wchodzi w skład gminy związkowej Edenkoben. Do 30 czerwca 2014 wchodziła w skład gminy związkowej Edenkoben.

## Współpraca
Miejscowości partnerskie:
- Kronach, Bawaria
- St. Ingbert, Saara
- Vougeot, Francja